# Daniel Kojo Schrade
Daniel Kojo Schrade (* 1967 in Schienen, jetzt Öhningen) ist ein deutscher Künstler (Malerei, Performance).

## Leben
Von 1987 bis 1993 studierte Daniel Kojo Schrade sowohl an der Akademie der Bildenden Künste München bei Jürgen Reipka, als auch an der Facultad de Bellas Artes der Universität Kastilien-La Mancha, Cuenca (Spanien).
Seit 2008 ist Schrade Professor für Malerei am Hampshire College in Amherst (Massachusetts) USA. 2010 war er Gastprofessor an der Universität Bayreuth.
Daniel Kojo Schrade lebt in Amherst (USA) und München.

## Wirken
„Afronaut“ betitelte Daniel Kojo Schrade eine 1999 begonnene Serie von Bildern. Vor „Afronaut“ entstanden bereits andere Werkgruppen, in deren Titeln Schrade ebenfalls direkte Bezüge zu afrikanischen Kulturbereichen herstellte oder eine interkulturelle Position definierte, so etwa „Brother Beethoven“, „Made in Diaspora“ und „Stop Look Listen“.

## Öffentliche Sammlungen
- Museum im Ritterhaus, Offenburg
- Bayerische Staatsgemäldesammlung
- Morat Institut Freiburg
- Goethe Institut Accra, Ghana
- Museo de Arte Contemporaneo Oaxaca, Mexico
- Universität Bayreuth, IWALEWA-Haus
- Mead Art Museum Amherst, USA
- Sammlung Solomon-Kiefer Philadelphia, USA